# Yukiya Amano
Yukiya Amano (天野 之弥 Amano Yukiya?) (n. 9 mai 1947, Yugawara⁠(d), Prefectura Kanagawa, Japonia – d. 18 iulie 2019, Viena, Austria) a fost diplomat japonez și directorul general al Agenției Internaționale pentru Energie Atomică (IAEA) (iulie 2009 - iulie 2019). Amano a servit anterior ca funcționar public pentru Organizația Națiunilor Unite și subdiviziunile sale. La 22 iulie 2019, AIEA a anunțat decesul lui Amano.